# Lepidagathis
Lepidagathis är ett släkte av akantusväxter. Lepidagathis ingår i familjen akantusväxter.

## Bildgalleri

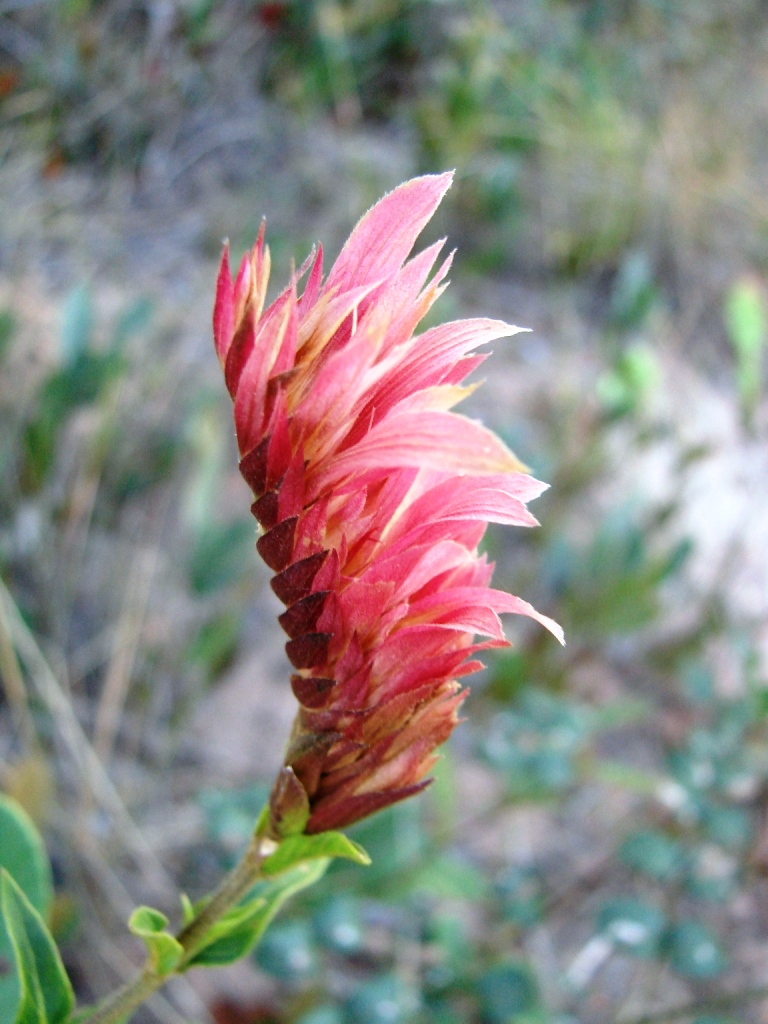
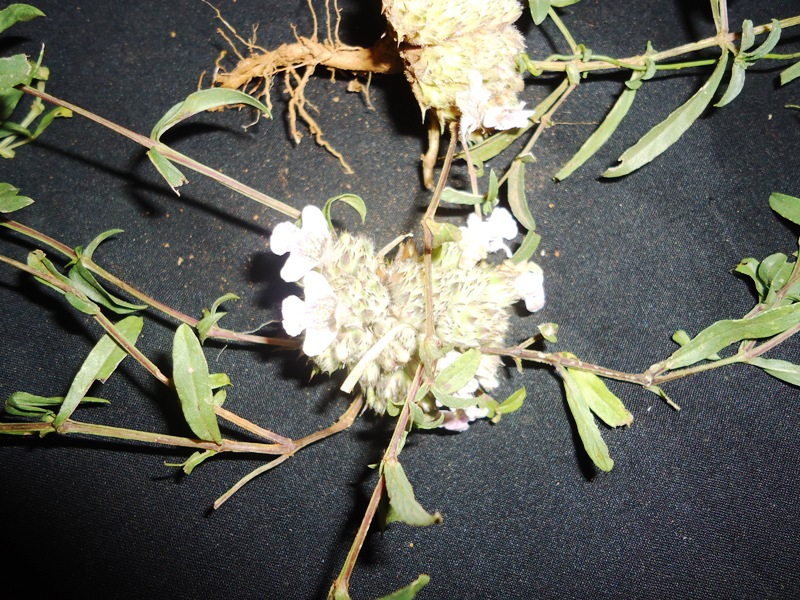
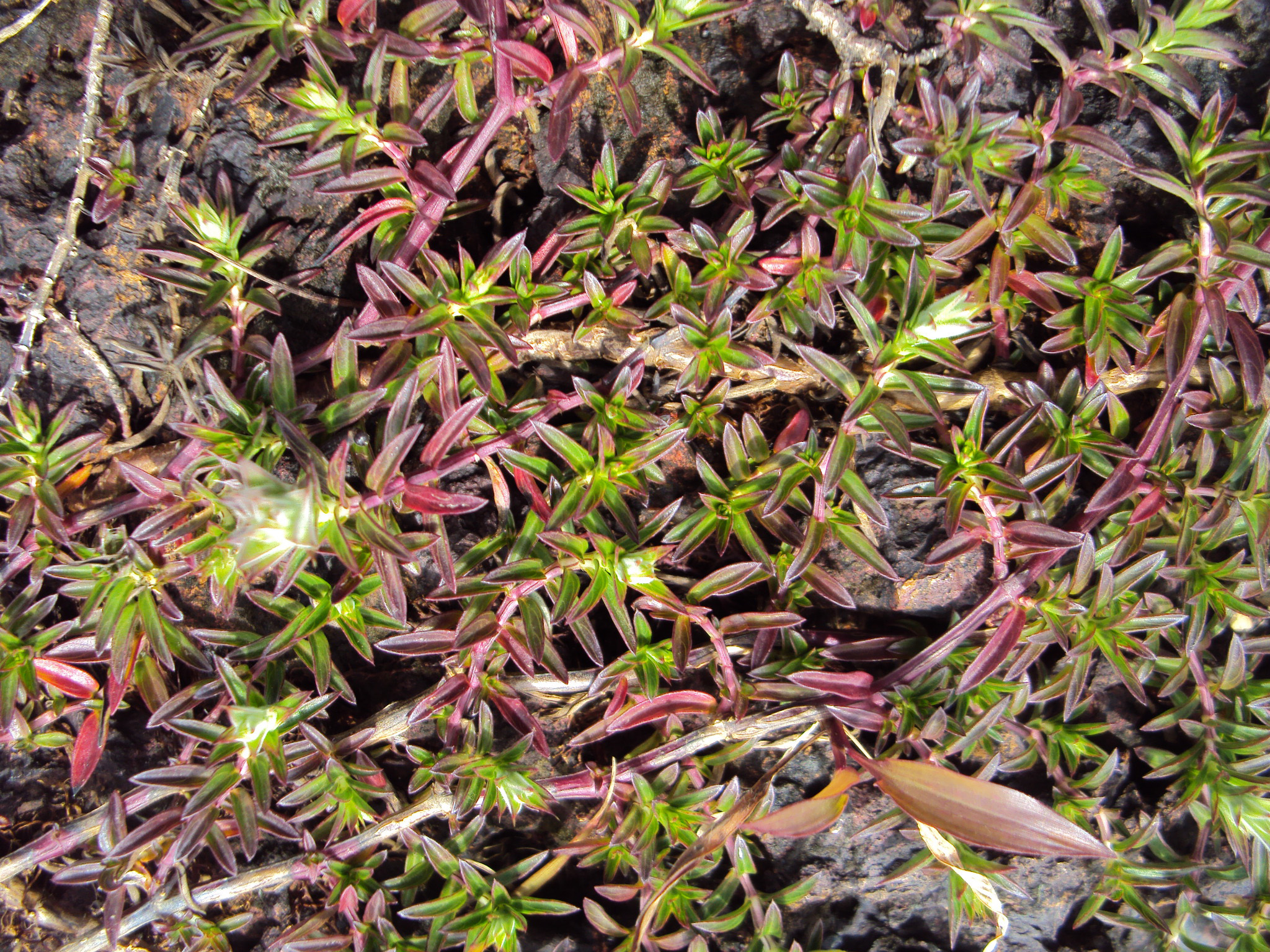
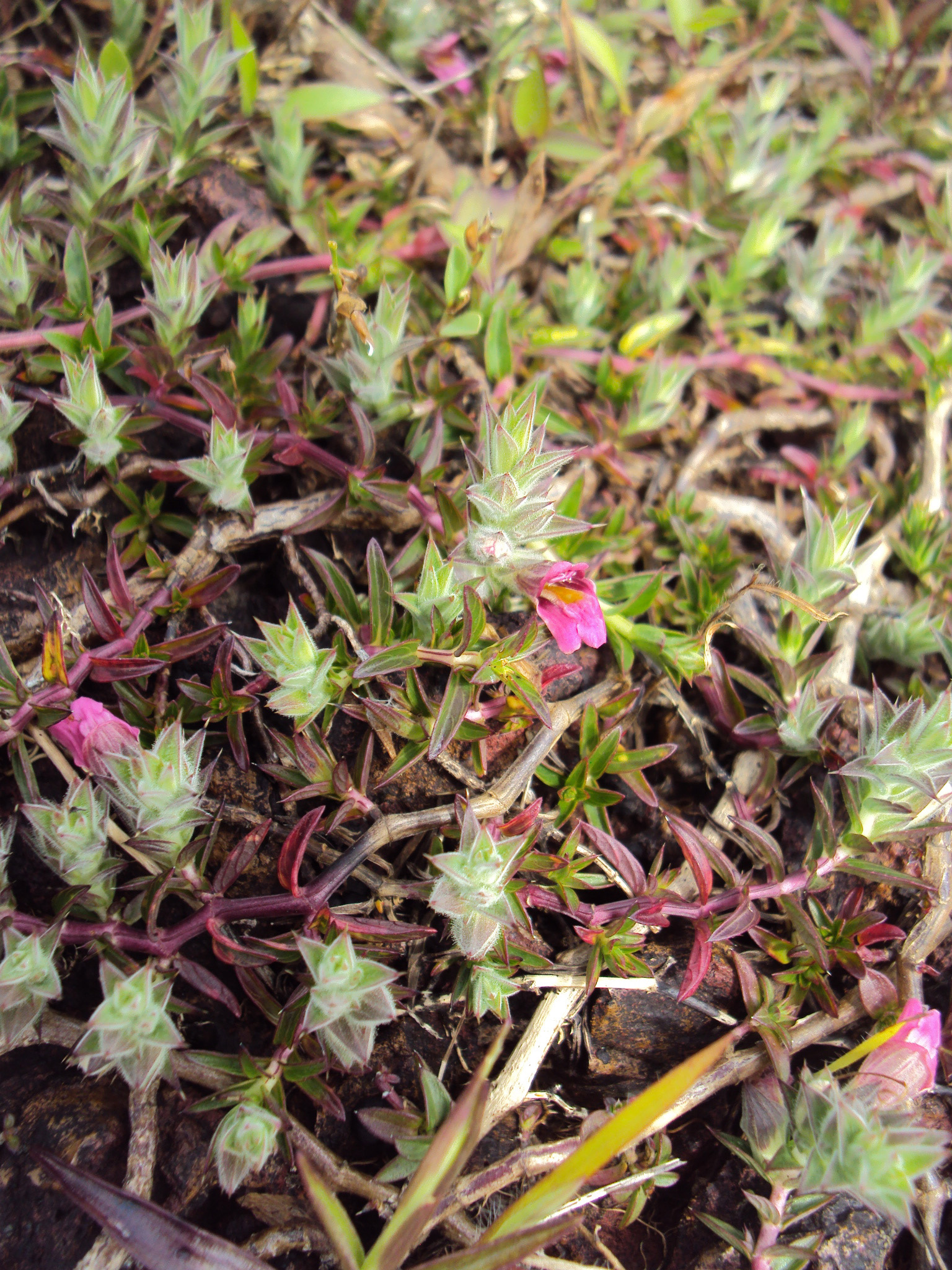
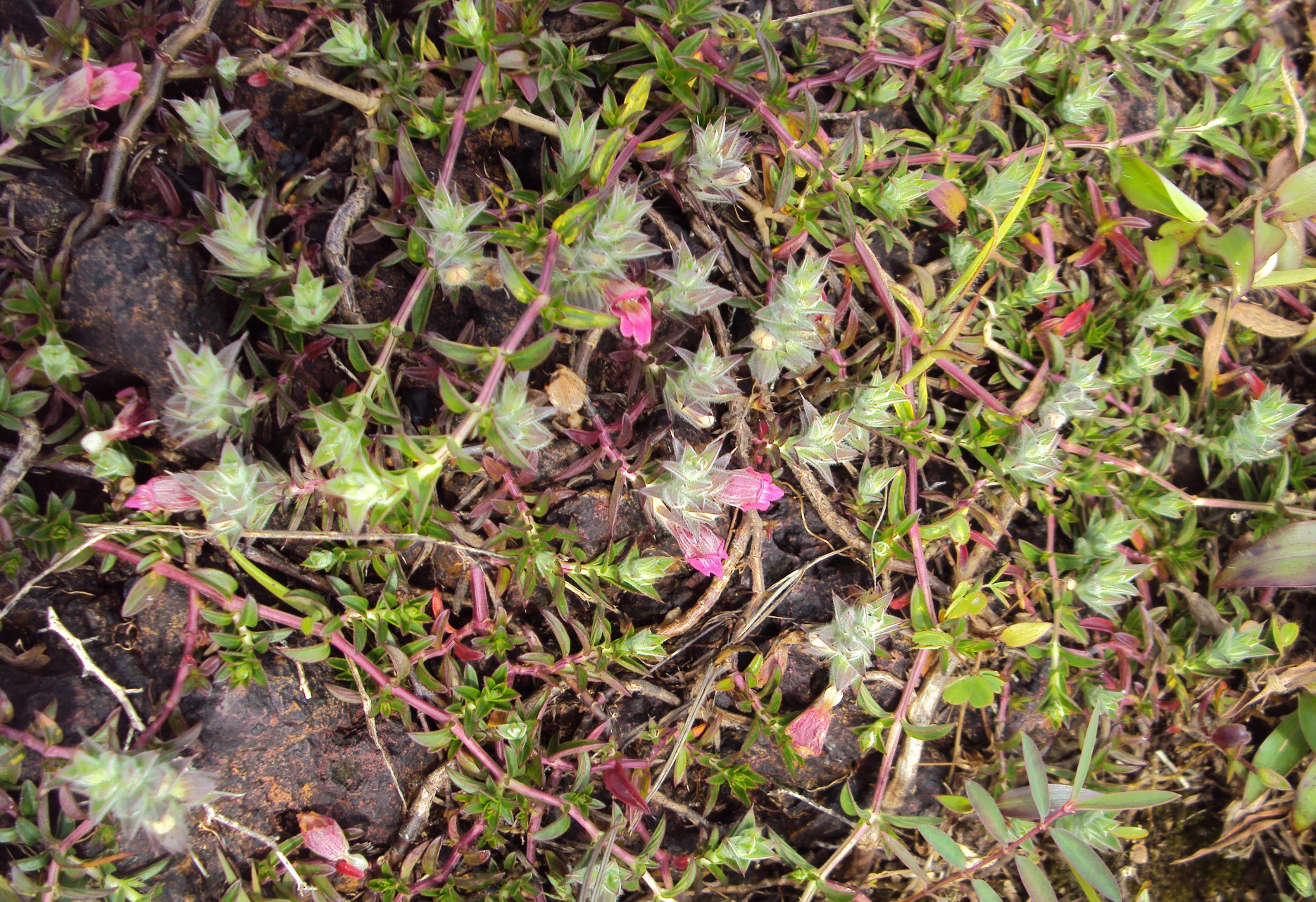
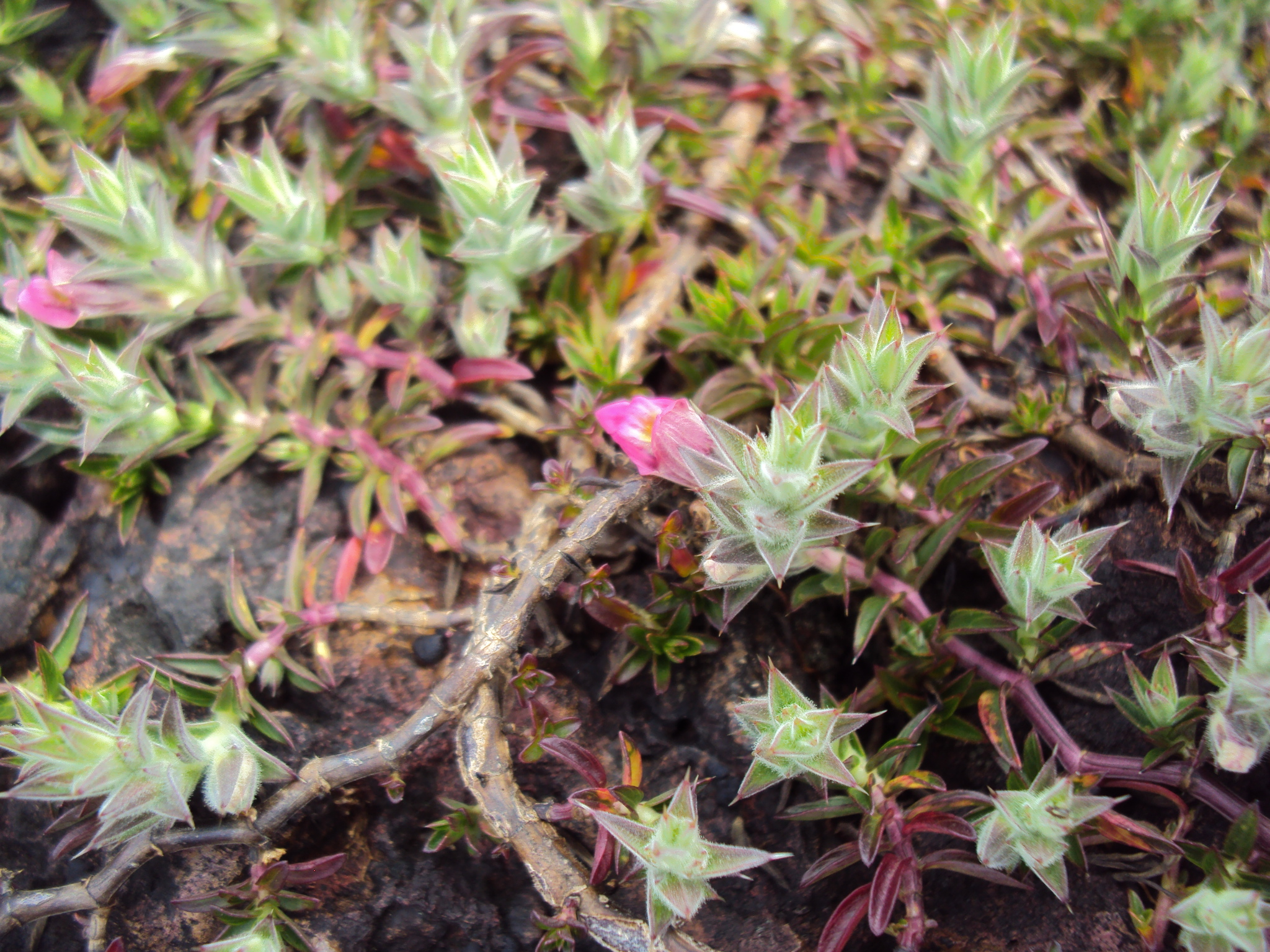

## Dottertaxa tillLepidagathis, i alfabetisk ordning[1]
- Lepidagathis alopecuroides
- Lepidagathis alvarezia
- Lepidagathis amaranthoides
- Lepidagathis andersoniana
- Lepidagathis angustifolia
- Lepidagathis anobrya
- Lepidagathis appendiculata
- Lepidagathis aristata
- Lepidagathis armata
- Lepidagathis backeri
- Lepidagathis balakrishnanii
- Lepidagathis bandraensis
- Lepidagathis barberi
- Lepidagathis billardieriana
- Lepidagathis brevis
- Lepidagathis brevispica
- Lepidagathis callistachys
- Lepidagathis calycina
- Lepidagathis cambodiana
- Lepidagathis capituliformis
- Lepidagathis cataractae
- Lepidagathis ceylanica
- Lepidagathis chevalieri
- Lepidagathis chiangmaiensis
- Lepidagathis chiapensis
- Lepidagathis chlorostachya
- Lepidagathis cinerea
- Lepidagathis clarkei
- Lepidagathis clavata
- Lepidagathis coppenamensis
- Lepidagathis cristata
- Lepidagathis cuneiformis
- Lepidagathis cuspidata
- Lepidagathis cyanea
- Lepidagathis dahomensis
- Lepidagathis danielii
- Lepidagathis dicomoides
- Lepidagathis diffusa
- Lepidagathis dispar
- Lepidagathis dissimilis
- Lepidagathis diversa
- Lepidagathis dulcis
- Lepidagathis epacridea
- Lepidagathis eriocephala
- Lepidagathis eucephala
- Lepidagathis eugeniifolia
- Lepidagathis falcata
- Lepidagathis fasciculata
- Lepidagathis felicis
- Lepidagathis fimbriata
- Lepidagathis fischeri
- Lepidagathis floribunda
- Lepidagathis formosensis
- Lepidagathis glandulosa
- Lepidagathis gossweileri
- Lepidagathis gracilis
- Lepidagathis grandidieri
- Lepidagathis guatemalensis
- Lepidagathis hainanensis
- Lepidagathis hamiltoniana
- Lepidagathis heudelotiana
- Lepidagathis humifusa
- Lepidagathis humilis
- Lepidagathis inaequalis
- Lepidagathis incurva
- Lepidagathis ipariaensis
- Lepidagathis javanica
- Lepidagathis justicioides
- Lepidagathis kaessneri
- Lepidagathis keralensis
- Lepidagathis lanatoglabra
- Lepidagathis lanceolata
- Lepidagathis laxa
- Lepidagathis laxifolia
- Lepidagathis linearis
- Lepidagathis linifolia
- Lepidagathis longisepala
- Lepidagathis lutea
- Lepidagathis lutescens
- Lepidagathis macgregorii
- Lepidagathis macrantha
- Lepidagathis macrochila
- Lepidagathis madagascariensis
- Lepidagathis marginata
- Lepidagathis mazarunensis
- Lepidagathis medicaginea
- Lepidagathis medusae
- Lepidagathis mendax
- Lepidagathis meridionalis
- Lepidagathis microphylla
- Lepidagathis mindorensis
- Lepidagathis montana
- Lepidagathis mucida
- Lepidagathis nemoralis
- Lepidagathis nemorosa
- Lepidagathis nickeriensis
- Lepidagathis oubanguiensis
- Lepidagathis palawanensis
- Lepidagathis pallescens
- Lepidagathis papuana
- Lepidagathis paraensis
- Lepidagathis pavala
- Lepidagathis peniculifera
- Lepidagathis perrieri
- Lepidagathis petraea
- Lepidagathis plantaginea
- Lepidagathis pobeguinii
- Lepidagathis prostrata
- Lepidagathis pseudoaristata
- Lepidagathis psilantha
- Lepidagathis purpuricaulis
- Lepidagathis randii
- Lepidagathis riedeliana
- Lepidagathis rigida
- Lepidagathis robinsonii
- Lepidagathis royenii
- Lepidagathis rumphii
- Lepidagathis scabra
- Lepidagathis secunda
- Lepidagathis sericea
- Lepidagathis sessilifolia
- Lepidagathis simplex
- Lepidagathis soconuscana
- Lepidagathis sorongensis
- Lepidagathis speciosa
- Lepidagathis spicifera
- Lepidagathis spinosa
- Lepidagathis staurogynoides
- Lepidagathis stenophylla
- Lepidagathis strobilina
- Lepidagathis subglabra
- Lepidagathis subinterrupta
- Lepidagathis submitis
- Lepidagathis surinamensis
- Lepidagathis tenuis
- Lepidagathis thorelii
- Lepidagathis thymifolia
- Lepidagathis thyrsiflora
- Lepidagathis tisserantii
- Lepidagathis trinervis
- Lepidagathis uxpanapensis
- Lepidagathis walkeriana
- Lepidagathis wasshausenii
- Lepidagathis villosa
- Lepidagathis vulpina
- Lepidagathis yappii
- Lepidagathis zunigae